# Huerta Grande, Pénjamo
Huerta Grande är en ort i Mexiko.   Den ligger i kommunen Pénjamo och delstaten Guanajuato, i den centrala delen av landet, 300 km väster om huvudstaden Mexico City. Huerta Grande ligger 1 835 meter över havet och antalet invånare är 102.
Terrängen runt Huerta Grande är kuperad. Runt Huerta Grande är det ganska tätbefolkat, med 104 invånare per kvadratkilometer. Närmaste större samhälle är Pénjamo, 18,9 km öster om Huerta Grande. I omgivningarna runt Huerta Grande växer huvudsakligen savannskog.